# Меттью Апсон
Ме́ттью А́псон (англ. Matthew Upson; нар. 18 квітня 1979, Ай) — англійський футболіст, центральний захисник клубу «Сток Сіті» та національної збірної Англії.

## Клубна кар'єра
Вихованець футбольної школи клубу «Лутон Таун». Дорослу футбольну кар'єру розпочав 1996 року в основній команді того ж клубу, в якій провів лише одну гру чемпіонату.
18-річним захисником зацікавилися представникі тренерського штабу лондонського «Арсенала», до складу якого він приєднався 1997 року. Перебував на контракті у «канонірів» протягом наступних шости років, втім закріпитися в основні лондонської команди не зміг. Втім, виборов за цей період два титули чемпіона Англії, ставав володарем Кубка Англії (також двічі), володарем Суперкубка Англії з футболу (тричі). У 2000—2002 роках декілька разів нетривалий час проводив в оренді в інших англійських командах — «Ноттінгем Форест», «Крістал Пелес» та «Редінг».
2003 року уклав контракт з клубом «Бірмінгем Сіті», в якому відіграв 5 сезонів, а з 2007 року захищав кольори «Вест Хем Юнайтед».
До складу клубу «Сток Сіті» приєднався 2011 року. Наразі встиг відіграти за команду з міста Сток-он-Трент 7 матчів в національному чемпіонаті.

## Виступи за збірні
Протягом 1998—2000 років залучався до складу молодіжної збірної Англії. На молодіжному рівні зіграв у 12 офіційних матчах, забив 2 голи.
2003 року дебютував в офіційних матчах у складі національної збірної Англії. Наразі провів у формі головної команди країни 21 матч, забивши 2 голи.
У складі збірної був учасником чемпіонату світу 2010 року у ПАР.

## Досягнення
- Чемпіон Англії:

«Арсенал»: 1997–98, 2001–02
- Володар Кубка Англії:

«Арсенал»: 1997–98, 2002–03
- Володар Суперкубка Англії з футболу:

«Арсенал»: 1998, 1999, 2002